# Kán nembeli I. László
Kán I. László a 13. században élt magyar főúr, aki II. András király idejében 1217 és 1221 között királyi lovászmester, 1224 és 1230, majd 1234 és 1235 között országbíró, IV. Béla király uralkodásának idejében pedig 1242-ben országbíró, 1242 és 1245 között nádor, 1245 és 1247 között szlavón bán, és 1247-ban ismét országbíró volt.

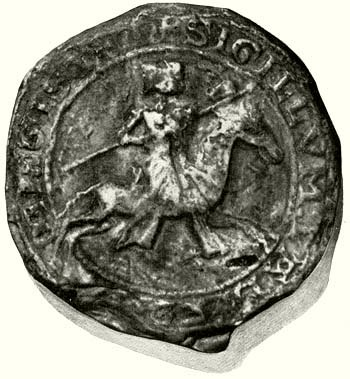
Kán I. László pecsétje 1236-ból

## Élete
Kán László a tekintélyes Kán nemzetségbe született Kán I. Gyulának, II. András király egyik legmegbízhatóbb hívének és feleségének az ismeretlen családból származó Helénának a fiaként. Testvére, II. Gyula 1222-től 1228-ig pohárnokmesterként szolgált. I. Lászlónak három fia született: II. László, aki 1273-ban kétszer volt királybíró, III. Gyula, aki bátyjának erős szövetségese volt, és Miklós prelátus, az 1270-es években különböző időpontokban megválasztott esztergomi érsek. I. László nagyapja volt a hírhedt oligarchának, III. Kán Lászlónak, aki a 13. és 14. század fordulóján de facto önállóan irányította Erdélyt.
Lászlót 1224-ben nevezték ki először országbírónak, ugyanabban az időben, amikor édesapja másodszor is nádori tisztséget töltött be, így a királyi udvarban együtt töltötték be a két legmagasabb rangú világi tisztséget. László 1230-ig volt országbíró, emellett Békés (1224), Nyitra (1224–1225) és Bács vármegyék (1226–1230) főispáni tisztségét is betöltötte. 1232-től 1234-ig Moson vármegye főispánjaként szolgált. Az idős II. András 1234-ben másodszor is kinevezte országbírónak, ezt a méltóságot a következő évig viselte, és Bács vármegyét is újra kormányozta.
1235 szeptemberében meghalt András király, amely mind magánéleti, mind politikai pályáját illetően súlyos következményekkel járt. Béla, aki apját követte a trónon, már régóta ellenezte az apja haszontalan és felesleges osztogatásait és ki akarta építeni új hatalmi bázisát. Királlyá koronázását követően apja legközelebbi tanácsadóit súlyos büntetésekkel sújtotta. Pénzügyi tanácsadóját, Apod fia Dénest megvakíttatta, míg László apja, Kán I. Gyula börtönbe került, és 1237-ben a fogságban halt meg. László maga ugyan elkerülte a halált és a börtönt, de évekre elveszítette politikai befolyását. Ennek ellenére 1236 és 1239 között Somogy vármegye főispánjaként szolgáhatott. 
1241. április 11-én Kán László is ott volt a végzetes kimenetelű muhi csatában. Amikor a mongolok Gros Bertalan pécsi püspök csapatait üldözték, László és katonái megmentették meg a püspök életét. Ahogy Rogerius mester Siralmas éneke írja: „Bertalan pécsi püspök pedig, amikor látta a sereg pusztulását, és megfigyelte, hagy a tatárok közül néhányan megrohamozzák a sereget, és a tábort több helyen felgyújtják, hasonlóképpen nem az országúton, hanem a mezőkön keresztül futásnak eredt sok katonájával. És amikor a tatárok közül néhányan vágtában utánuk hajszolták lovaikat, váratlanul rájuk tört László ispán, aki katonáival kibontott zászlók alatt a királyhoz igyekeztek, semmit sem tudva a történtekről. A püspök, megismerve a magyar zászlókat, odakanyarodott az ispánhoz, a tatárok pedig, amikor észrevették a sokaságot, visszahúzódtak, és másokat igyekeztek üldözőbe venni. És így az ispán, a püspökkel együtt elvonulva, kimenekült a kezük közül.” Ezt követően László visszanyerte korábbi befolyását az udvarban. Már 1242-ben IV. Béla királybíróvá nevezte ki. 
Még ugyanebben az évben Magyarország nádorává nevezték ki, és megkapta a Somogy vármegyei ispánságot is. Ezeket a tisztségeket 1244-ig vagy 1245-ig töltötte be, és a nem hiteles királyi oklevelek szerint 1246-ban még nádor volt.  Ezt követően a Türje nembeli Dénes utódaként 1245-től 1247-ig báni és hercegi címmel („banus et dux”) szlavón bánként szolgált.  1247-ben Lászlót negyedszer és utoljára nevezték ki országbírónak.

## Fordítás
Ez a szócikk részben vagy egészben  a   Ladislaus I Kán című angol Wikipédia-szócikk ezen változatának fordításán alapul.  Az eredeti cikk szerkesztőit annak laptörténete sorolja fel. Ez a jelzés csupán a megfogalmazás eredetét és a szerzői jogokat jelzi, nem szolgál a cikkben szereplő információk forrásmegjelöléseként.